# Saimir Korreshi
Saimir Korreshi (Lushnjë, 13 marzo 1981) è un politico albanese.

## Biografia
Saimir Korreshi è nato a Lushnjë il 13 marzo 1981. Ha completato gli studi secondari presso il ginnasio 18 Tetori della sua città (1995–1999). Successivamente si è laureato in giurisprudenza presso la Sapienza Università di Roma, dove ha conseguito il dottorato in giurisprudenza nel gennaio 2007.
Dal 2008 è docente esterno presso la Facoltà di Economia dell ’Università Aleksandër Xhuvani di Elbasan.

## Carriera politica
Korreshi è stato eletto deputato al Parlamento d'Albania nelle elezioni parlamentari del 2021, rappresentando il Fier nella XXXI legislatura del Parlamento d'Albania (10 settembre 2021 – 8 luglio 2025). È stato rieletto nelle elezioni del 2025 e attualmente fa parte della XXXII legislatura.